# Fabio Frizzi
Fabio Frizzi (Bologna, 2 luglio 1951) è un compositore e musicista italiano.
Fratello maggiore del noto presentatore televisivo Fabrizio Frizzi, ha avuto successo presso il grande pubblico dopo aver composto la colonna sonora di Fantozzi ed è stato uno dei collaboratori storici del regista Lucio Fulci, realizzando per lui le musiche di numerose pellicole poi divenute film di culto.
Nel 2003 Quentin Tarantino ha inserito nella colonna sonora del suo Kill Bill: Volume 1 un brano di Frizzi già presente in Sette note in nero, diretto da Fulci nel 1977.
Ha anche interpretato due film in veste d'attore: Lacrime d'amore e Amore Formula 2, entrambi nel 1970.

## Biografia
Fabio Frizzi iniziò a prendere lezioni di chitarra a 14 anni, quindi fondò un gruppo rock.
Nel 1975 arrivò il grande successo, grazie alla colonna sonora di Fantozzi. Nel 1976 compose insieme a Franco Bixio e Vince Tempera le musiche de Il secondo tragico Fantozzi. Con i suddetti compose, tra l'altro, le colonne sonore di Febbre da cavallo, per la regia di Steno, e I quattro dell'apocalisse, per la regia di Lucio Fulci. Nel 1979 curò la colonna sonora dell'horror di Lucio Fulci Zombi 2. 
Nel 2002, Frizzi tornò a collaborare con Bixio e Tempera in occasione della colonna sonora di Febbre da cavallo - La mandrakata, sequel di Febbre da cavallo diretto dal figlio di Steno, Carlo Vanzina.
Nel corso dei decenni ha anche curato la parte musicale in diverse trasmissioni televisive della Rai.

### F2F - "Frizzi To Fulci"
Dopo una lunga fase di preparazione e riarrangiamento, nel 2012 Frizzi porta in scena il progetto musicale "F2F - Frizzi To Fulci", una "orchestra rock" formata da 8 elementi diretta dal maestro in cui vengono riproposte le colonne sonore che il maestro realizzò per i film horror diretti dal regista Lucio Fulci. Lo spettacolo propone le suite riarrangiate ed eseguite dal vivo durante la proiezione degli spezzoni dei più importanti film del celebre regista tra cui Zombi 2, Luca il contrabbandiere, ...e tu vivrai nel terrore! - L'aldilà, Sette note in nero, Paura nella città dei morti viventi ed altre ancora. La band riceve consensi in Italia (con la partecipazione per due anni di seguito, nel 2013 e 2014, all'Italian Horror Fest) e all'estero, registrando tutto esaurito agli spettacoli di Londra del 2013 alla Union Chapel e del 2014 al Barbican Theather e al Supermassive Festival di Helsinki sempre nello stesso anno.
Nell'ottobre del 2015 la band si sposta in America del Nord facendo tappa ad Austin, Los Angeles nello storico Grauman's Egyptian Theatre nei pressi di Hollywood, San Francisco, Toronto e Filadelfia, poi nel novembre ad Aberystwith in Galles. La formazione vede il maestro Fabio Frizzi alle chitarre, ai synth e alla direzione, Roberto Fasciani al basso, Alessandro Errichetti e Riccardo Rocchi alle chitarre, Enrico Scopa e Alessio Contorni alle tastiere, Federico Tacchia alla batteria e alle percussioni e Giulietta Zanardi alla voce.

## Filmografia
- Ed ora... raccomanda l'anima a Dio!, regia di Demofilo Fidani (1968)
- Amore libero - Free Love, regia di Pier Ludovico Pavoni (1974)
- Carambola, filotto... tutti in buca, regia di Ferdinando Baldi (1975)
- Fantozzi, regia di Luciano Salce (1975)
- Giro girotondo... con il sesso è bello il mondo, regia di Oscar Brazzi (1975)
- I quattro dell'apocalisse, regia di Lucio Fulci (1975)
- Il cav. Costante Nicosia demoniaco ovvero: Dracula in Brianza, regia di Lucio Fulci (1975)
- Vai gorilla, regia di Tonino Valerii (1975)
- Get Mean, regia di Ferdinando Baldi (1975)
- La peccatrice, regia di Pier Ludovico Pavoni (1975)
- Le avventure e gli amori di Scaramouche, regia di Enzo G. Castellari (1976)
- La fine dell'innocenza, regia di Massimo Dallamano (1976)
- Il secondo tragico Fantozzi, regia di Luciano Salce (1976)
- Geometra Prinetti selvaggiamente Osvaldo, regia di Ferdinando Baldi (1976)
- Roma, l'altra faccia della violenza, regia di Marino Girolami (1976)
- Tutti possono arricchire tranne i poveri, regia di Mauro Severino (1976)
- Tutto suo padre, regia di Maurizio Lucidi (1976)
- Febbre da cavallo, regia di Steno (1976)
- L'ultima volta, regia di Aldo Lado (1976)
- Pasión, regia di Tonino Ricci (1977)
- Operazione Kappa: sparate a vista, regia di Luigi Petrini (1977)
- Sette note in nero, regia di Lucio Fulci (1977)
- La sorprendente eredità del tontodimammà, regia di Roberto Bianchi Montero (1977)
- Melodrammore, regia di Maurizio Costanzo (1977)
- Godzilla il re dei mostri, regia di Luigi Cozzi, Ishirô Honda e Terry O. Morse (1977)
- Delirio d'amore, regia di Tonino Ricci (1977)
- Ring, regia di Luigi Petrini (1977)
- Sella d'argento, regia di Lucio Fulci (1978)
- Amanti miei, regia di Aldo Grimaldi (1979)
- Zombi 2, regia di Lucio Fulci (1979)
- Sette ragazze di classe, regia di Pedro Lazaga (1979)
- Manaos, regia di Alberto Vázquez-Figueroa (1979)
- Delitto in via Teulada - film TV (1980)
- Luca il contrabbandiere, regia di Lucio Fulci (1980)
- Paura nella città dei morti viventi, regia di Lucio Fulci (1980)
- Prestami tua moglie, regia di Giuliano Carnimeo (1980)
- ...e tu vivrai nel terrore! - L'aldilà, regia di Lucio Fulci (1981)
- Carlotta, regia di Stefano Rolla (1981)
- Vieni avanti cretino, regia di Luciano Salce (1982)
- Manhattan Baby, regia di Lucio Fulci (1982)
- Pieces, regia di Juan Piquer Simón (1982)
- Giovani, belle... probabilmente ricche, regia di Michele Massimo Tarantini (1982)
- Assassinio al cimitero etrusco, regia di Sergio Martino (1982)
- La gorilla, regia di Romolo Guerrieri (1982)
- Senza un attimo di respiro, regia di José María Sánchez Álvaro (1983)
- Se tutto va bene siamo rovinati, regia di Sergio Martino (1983)
- Delitto in Formula Uno, regia di Bruno Corbucci (1984)
- Rolf, regia di Mario Siciliano (1984)
- Blastfighter, regia di Lamberto Bava (1984)
- Delitto al Blue Gay, regia di Bruno Corbucci (1984)
- Shark - Rosso nell'oceano, regia di Lamberto Bava (1984)
- Sensi, regia di Gabriele Lavia (1986)
- Superfantagenio, regia di Bruno Corbucci (1986)
- Un ponte per l'inferno, regia di Umberto Lenzi (1986)
- Le volpi della notte - film TV (1986)
- Tempi di guerra, regia di Umberto Lenzi (1987)
- Immagina - film TV (1987)
- Tentazione, regia di Sergio Bergonzelli (1987)
- Classe di ferro - serie TV, 12 episodi (1989)
- Un gatto nel cervello, regia di Lucio Fulci (1990)
- Professione fantasma - serie TV (1998)
- Non lasciamoci più - serie TV (1999)
- Fantozzi 2000 - La clonazione, regia di Domenico Saverni (1999)
- Zana, regia di Daniela Alviani e Corrado Lannaioli (2001)
- Febbre da cavallo - La mandrakata, regia di Carlo Vanzina (2002)
- Madre come te - film TV (2004)
- Un ciclone in famiglia - serie TV (2005)
- Il capitano - serie TV (2005)
- Regina dei fiori - film TV (2005)
- Il mondo è meraviglioso - film TV (2005)
- Butta la luna - miniserie TV, 8 episodi (2006–2007)
- Le ragazze di San Frediano - film TV (2007)
- Per una notte d'amore - film TV (2008)
- Una sera d'ottobre - film TV (2009)
- Fratelli Benvenuti - serie TV, 1 episodio (2010)
- La ragazza americana - film TV (2011)
- House of Forbidden Secrets, regia di Todd Sheets (2013)
- Abbraccialo per me, regia di Vittorio Sindoni (2016)
- Puppet Master: The Littlest Reich, regia di Sonny Laguna e Tommy Wiklund (2018)
- Nightmare Symphony, regia di Domiziano Cristopharo e Daniele Trani (2020) - Main Theme